# Атанас Теодоров
Атанас Стоянов Теодоров е български лекар, основоположник на съдебната медицина в България. Професор е в Медицинския факултет на Софийския университет, основател на Катедрата по съдебна медицина в него, автор на първия учебник по тази специалност в България.

## Биография
Роден е на 31 януари 1872 година в Болград, Бесарабия, в семейството на бесарабски българи. Негови братя са генерал Георги Тодоров, академик Александър Теодоров-Балан, кмета на София Мартин Тодоров и инж. Михаил Балански.
Завършва гимназия в София, а след това медицина във Виена, Австрия (1899).
След дипломирането си работи като околийски лекар в Ихтиман, Павликени и Пазарджик. През 1904 г., по инициатива на тогавашния директор на Гражданската санитарна дирекция д-р М. Русев, е изпратен да специализира съдебна медицина във Виена, където по това време е една от най-реномираните съдебномедицински школи не само в Европа, но и в света, а след това е в Бърно при проф. К. Щернберг.
През 1907 г. се завръща в България и създава Съдебномедицинското отделение към Бактериологичния институт в гр. София, който е към Александровската болница. Въвежда метода на преципитореакцията за съдебномедицински цели и сам произвежда преципитините. През 1912 г. е назначен за помощник-началник на Бактериологичния институт. Голям е неговият принос за бактериологичния контрол над питейните води по време на Първата световна война и в борбата за овладяване и прекратяване на епидемията от холера, разразила се през военните години. Става основна фигура в изграждащото се българско здравеопазване и един от първоучителите по медицина в България.
От 1912 до 1921 г. е член на Висшия медицински съвет, а през последната година е и негов председател. Радетел е на идеята да се открие Медицински факултет в София и участва във всички етапи от подготовката и реализирането ѝ. Факултетът е създаден с решение на Народното събрание от 10 ноември 1917 г., а първият учебен ден в него е на 10 април 1918 г. Атанас Теодоров е един от първите редовни професори, избран от Академичния съвет на университета (1 април 1919). През същата година създава Катедрата по съдебна медицина. Декан е на Медицинския факултет на Софийския университет през периода 1925 – 1926 г.
Проф. д-р Атанас Теодоров се пенсионира през 1939 г., но не спира да работи, като по време на войната, когато катедрата е евакуирана извън София, той помага на единствената останала в София асистентка, д-р Р. Василева. Когато след деветосептемврийския преврат от 1944 г. новата власт арестува и разследва проф. Москов и доц. Марков, той чете лекциите по съдебна медицина, дори когато вече е на 73-годишна възраст.
През 1952 г. е удостоен с Димитровска награда – първа степен.
Умира през 1956 г. в София.